# Csót
Csót es un pueblo ubicado en el distrito de Pápa, en el condado de Veszprém, Hungría.

## Superficie
Posee una superficie de 20,02 kilómetros cuadrados.

## Demografía
Hasta 2019 la población era de 910 habitantes, con una densidad de población de 45,45 habitantes por kilómetro cuadrado.